# Afrogethes planiusculus
Afrogethes planiusculus é uma espécie de insetos coleópteros polífagos pertencente à família Nitidulidae.
A autoridade científica da espécie é Heer, tendo sido descrita no ano de 1841.
Trata-se de uma espécie presente no território português.